# Boris Berian
Boris Berian (ur. 19 grudnia 1992) – amerykański lekkoatleta specjalizujący się w biegach średniodystansowych.
W 2016 zdobył złoty medal w biegu na 800 metrów podczas halowych mistrzostw świata w Portland. Ósmy zawodnik igrzysk olimpijskich w Rio de Janeiro (2016).
Złoty medalista mistrzostw Stanów Zjednoczonych.

## Osiągnięcia
| Rok  | Impreza                   | Miejsce        | Konkurencja        | Lokata     | Wynik   |
| ---- | ------------------------- | -------------- | ------------------ | ---------- | ------- |
| 2016 | Halowe mistrzostwa świata | Portland       | bieg na 800 metrów | 1. miejsce | 1:45,83 |
| 2016 | Igrzyska olimpijskie      | Rio de Janeiro | bieg na 800 metrów | 8. miejsce | 1:46,15 |

## Rekordy życiowe
- Bieg na 600 metrów (hala) – 1:15,51 (2016)
- Bieg na 800 metrów (stadion) – 1:43,34 (2015)
- Bieg na 800 metrów (hala) – 1:45,83 (2016)